# Hélios Sessolo
Hélios Sessolo (* 26. května 1993, Commugny, Švýcarsko) je švýcarský fotbalový záložník se španělskými kořeny, který hraje v klubu BSC Young Boys.

## Klubová kariéra
Hélios Sessolo začal ve Švýcarsku s profesionálním fotbalem v klubu BSC Young Boys, kde se představil v A-týmu v roce 2013. Debutoval v ligovém zápase 18. května proti Servette Ženeva (výhra 1:0).